# Bão Irma (2017)
Bão Irma (phiên âm: "I-rơ-ma") là một cơn bão kiểu Cape Verde cực mạnh mẽ và thảm khốc, là cơn bão mạnh nhất từng được quan sát về sức gió cực đại kể từ sau Wilma năm 2005 và mạnh nhất được ghi nhận từng tồn tại ở ngoài khu vực Đại Tây Dương mở (ngoài khu vực vịnh Mexico và vùng biển Carribean). Nó đã đổ bộ vào tiểu bang Florida ở Hoa Kỳ với sức mạnh của một cơn bão cuồng phong cấp 5 và từng là bão mạnh nhất tại Đại Tây Dương trong 10 năm. Bão Irma là bão được đặt tên thứ 9, bão cuồng phong thứ 4, và bão cuồng phong lớn thứ hai của mùa bão Đại Tây Dương 2017. Bão này đã phá hủy thê thảm các khu vực nằm trên đường chuyển động qua Đại Tây Dương của nó, nhất là ở vùng đông bắc Caribe. Nó cũng là bão mạnh nhất đổ bộ vào Hoa Kỳ sau bão Katrina năm 2005 tính theo áp suất.

## Lịch sử khí tượng
Bão Irma phát triển ngày 30 tháng 8 gần quần đảo Cáp Ve từ một sóng nhiệt đới (tropical wave) đã rời khỏi bờ biển tây của châu Phi hai ngày trước đó. Do thời tiết thích hợp, bão Irma tăng cường nhanh chóng sau khi hình thành và trở thành bão cuồng phong cấp 2 chỉ có trong vòng 24 giờ. Nó trở thành bão cấp 3 (và do đó bão cuồng phong lớn) sau đó không lâu; tuy nhiên, cường độ thay đổi vào những ngày sau vì một loạt chu trình thay thế thành mắt bão. Ngày 5 tháng 9, bão Irma trở thành bão cấp 5, và vào buổi sáng sau, bão Irma đã tới cường độ cao nhất với tốc độ gió là 160 hải lý trên giờ (300 km/h; 180 mph) và áp suất khí quyển tối thiểu là 914 mbar (914 hPa; 27,0 inHg). Vì thế, bão Irma là xoáy thuận nhiệt đới mạnh nhất ở toàn thế giới kể từ đầu năm 2017 cho đến nay. Sau khi giảm tới cấp 3 khi vượt qua Cuba, ngày 10 tháng 9 bão lại lên cấp 4 khi vượt qua nước biển ấm ở giữa Cuba và quần đảo Florida Keys, trước khi đổ bộ vào đảo Cudjoe với tốc độ gió duy trì tối đa tới 215 kilômét trên giờ (134 mph). Đây là lần đầu tiên mà hai bão cấp 4 trở lên đổ bộ vào nước Mỹ cùng năm; hai tuần trước, bão Harvey đã đổ bộ vào Texas cùng tốc độ gió. Bão Irma lại giảm xuống tới cấp 3 vào lúc nó đổ bộ vào Florida lần thứ hai tại đảo Marco. Bão tiếp tục giảm xuống tới cấp 2 cùng ngày, tức lần đầu tiên nó không phải bão cuồng phong lớn trong hơn một tuần. Bão Irma cũng là bão lớn đầu tiên đổ bộ vào tiểu bang Florida sau bão Wilma năm 2005.

## Thiệt hại
Bão này phá hủy thê thảm tại Barbuda, Saint-Barthélemy, Saint Martin, Anguilla, và quần đảo Virgin trong khi là bão cấp 5. Vào ngày 10 tháng 9, bão đã khiến ít nhất 29 người thiệt mạng: một tại Anguilla, một tại Barbados, một tại Barbuda, 11 tại Antille thuộc Pháp, 3 tại Puerto Rico, 2 tại Sint Maarten, bốn tại Hoa Kỳ lục địa, và bốn tại Quần đảo Virgin thuộc Mỹ